# Alessandro Raisoni
Alessandro Raisoni (né le 30 octobre 1983 à Gallarate, dans la province de Varèse en Lombardie) est un coureur cycliste italien.

## Biographie
Alessandro Raisoni commence sa carrière en 2009 chez les professionnels dans l'équipe A-Style. Il est le petit cousin d'Ivan Basso.

## Palmarès
- 2003
  - Coppa 1° Maggio
  - 2e du Trofeo SC Marcallo con Casone
  - 3e de la Coppa Stignani
- 2004
  - Trophée Gandolfi
  - 2e de Parme-La Spezia
- 2005
  - Trophée des Alpes de la Mer
  - 1re étape du Giro delle Valli Cuneesi
  - Coppa Collecchio
  - 2e du Grand Prix de la ville de Felino
- 2006
  - Bologna-Passo della Raticosa
  - Coppa Varignana
  - Mémorial Antonio Davitto
  - Mémorial Pigoni Coli
  - 3e du Tour de la Province de Bielle
- 2007
  - Trophée Raffaele Marcoli
- 2008
  - Bologna-Passo della Raticosa
  - Coppa Caduti di Reda
  - Grand Prix Agostano
  - 2e du Gran Premio Pretola
  - 2e du Trofeo Franco Balestra
  - 3e de la Coppa Fiera di Mercatale

## Classements mondiaux
| Année           | 2005 | 2006 | 2007   | 2008 |
| --------------- | ---- | ---- | ------ | ---- |
| UCI Europe Tour | 525e |      | 1 108e | 711e |